# ديك ن. لوكاس
ديك ن. لوكاس (بالإنجليزية: Dick N. Lucas)‏ هو محرك صور متحركة ‏ أمريكي، ولد في 20 يوليو 1920 في لوس أنجلوس في الولايات المتحدة، وتوفي في 27 أغسطس 1997 في بربانك في الولايات المتحدة.

## وصلات خارجية
- ديك ن. لوكاس على موقع IMDb (الإنجليزية)
- ديك ن. لوكاس على موقع قاعدة بيانات الأفلام السويدية (السويدية)
- ديك ن. لوكاس على موقع قاعدة بيانات الفيلم (الإنجليزية)
- ديك ن. لوكاس على موقع كينوبويسك (الروسية)